# Unterer Gerlossee
Unterer Gerlossee är en sjö i Österrike.   Den ligger i förbundslandet Salzburg, i den centrala delen av landet, 300 km väster om huvudstaden Wien. Unterer Gerlossee ligger 2 639 meter över havet.
Trakten runt Unterer Gerlossee består i huvudsak av gräsmarker. Runt Unterer Gerlossee är det ganska glesbefolkat, med 34 invånare per kvadratkilometer.